# سفرنامه برادران امیدوار
سفرنامه برادران امیدوار توسط عیسی امیدوار و عبدالله امیدوار (برادران امیدوار) برادران جهانگرد و پژوهشگر ایرانی نوشته شده است. این دو برادر اولین ایرانیانی هستند که به شکل تخصصی و حرفه‌ای، در سال ۱۳۳۳ عزم کردند تا جهان را بکاوند.
بین سال‌های ۱۳۳۳ تا ۱۳۴۳ کمتر کسی پیدا می‌شد که نام آنان را نشنیده باشد. این سفر جنبه تحقیقاتی داشته و به زندگی انسان و نحوه پیدایش انسان در بخش‌های مختلف کره خاکی توجه ویژه ای داشته‌اند. این دو برادر به نقاط مختلف دنیا سفر کردند و از مشاهدات خود فیلمبرداری کردند. فیلم‌های آنها در زمان خود از شبکه‌های تلویزیونی جهانی نیز پخش می‌شد.
سفرهای این دو برادر به قاره‌های آفریقا، آسیا، آمریکا، اروپا، استرالیا و همچنین قاره جنوبگان (قطب جنوب) انجام شده است.
سفرنامه برادران امیدوار وقایع سفر این دو برادر را همراه با نتیجه پژوهش‌های انسان‌شناسی آنان ارائه می‌کند.